# Dysgonia
Genre
Dysgonia est un  genre de lépidoptères (papillons) nocturnes de la famille des Erebidae.

## Espèces recensées en Europe
- Dysgonia algira (Linnaeus, 1767) — la Passagère
- Dysgonia rogenhoferi (Bohatsch, 1880)
- Dysgonia torrida (Guenée, 1852)